# Apochrysa cognata
Apochrysa cognata är en insektsart som först beskrevs av Douglas E. Kimmins 1953.  Apochrysa cognata ingår i släktet Apochrysa och familjen guldögonsländor. Inga underarter finns listade i Catalogue of Life.